# SPARC T4
Lo SPARC T4 è un microprocessore multicore SPARC presentato nel 2011 da Oracle Corporation. Il processore è stato sviluppato per fornire elevate prestazioni multithread (8 thread per core, 8 core per processore) e prestazioni elevate per singolo thread. Il chip è il primo processore Sun/Oracle che utilizza l'esecuzione fuori ordine ed è il primo che include una unità in virgola mobile e un'unità crittografica per core. I core sono basati sull'architettura SPARC V9 a 64 bit e hanno frequenza di funzionamento compresa tra 2.85 e 3.0 GHz. Il chip è prodotto con tecnologia a 40 nm e l'intero integrato occupa una superficie di 403mm².

## Storia e sviluppo
Un processore con 8 core con ogni core in grado di eseguire 8 thread con un'architettura a 40 nm e una frequenza di 2.5 GHz venne presentato nella roadmap del 2009 di Sun Microsystem con il nome in codice Yosemite Falls e con data di rilascio prevista nel 2011. Quel microprocessore avrebbe dovuto introdurre la nuova microarchitettura VT Core; il sito web The Register speculò il nome di T4 dato che il processore sarebbe stato il successore dello SPARC T3. Il processore Yosemite Falls rimase nella roadmap anche quando nel 2010 Oracle Corporation acquisì Sun Microsystem. Nel dicembre del 2010 il processore T4 venne confermato da Oracle e venne annunciato che si stava migliorando le prestazioni per thread del processore e che la sua commercializzazione era prevista entro un anno.
Il processore venne presentato alla conferenza Hot Chips del 2011 i core (rinominati "S3" al posto del precedente "VT") includevano due pipeline a 16 livelli per gli interi e una pipeline a 11 livelli per i numeri in virgola mobile che includeva dei miglioramenti rispetto alla precedente architettura (S2) dello SPARC T3. Ogni core era dotato di 16 KB di cache L1 per i dati e 16 KB per le istruzioni e di una cache L2 di 128 KB. I core includevano un meccanismo di gestione della priorità dei thread (chiamato critical thread API) in modo da poter assegnare delle priorità ai thread e incrementare le prestazioni di alcuni processi. L'unità crittografica venne modificata al fine di incrementare le prestazioni rispetto all'unità presente nel precedente SPARC T3. Gli otto core condividevano una cache L3 di 4 MB e il processore occupava circa 855 milioni di transistor.
Lo SPARC T4 venne ufficialmente presentato nel settembre del 2011 all'interno della linea server T4 di Oracle, i primi server Sun/Oracle dotato di processori con unità di esecuzione fuori ordine. I primi processori vennero commercializzati con una frequenza minima di 2.85 GHz e massima di 3.00 GHz.

### Riferimenti
- SPARC T4 PROCESSOR (PDF), www.oracle.com, Oracle Corporation.